# Demoksitocin
{{chembox-lat
|ImageFile=Demoxytocin.svg
|ImageSize=
|IUPACName= 2-[(1-{[13-(butan-2-yl)-10-(2-carbamoylethyl)-7-(carbamoylmethyl)-16-[(4-hydroxyphenyl)methyl]-6,9,12,15,18-pentaoxo-1,2-dithia-5,8,11,14,17-pentaazacycloicosan-4-yl]carbonyl}pyrrolidin-2-yl)formamido]-N-(carbamoylmethyl)-4-methylpentanamide
|OtherNames=
|Section1=!Identifikacija
|-

| 

| 
- 113-78-0

|-
| 

| 
- interaktivna slika

|-
| 
| 100.003.668
|-
| MeSH
| deaminooxytocin
|-
| 

| 
- 8229

|-
| 
|-
|Section2=!Svojstva
|-
| 
| 
|-
| Molarna masa
|   
|-
|Section3=
}}
Demoksitocin (trgovačko ime Sandopart) ili deaminooksitocin, je akušerski lek koji se koristi za prevenciju postnatalnog mastitisa. On je analogan oksitocinu.

## Literatura
1. ↑   уреди
2. ↑  Evan E. Bolton; Yanli Wang; Paul A. Thiessen; Stephen H. Bryant (2008). „Chapter 12 PubChem: Integrated Platform of Small Molecules and Biological Activities”. Annual Reports in Computational Chemistry. 4: 217—241. doi:10.1016/S1574-1400(08)00012-1.
3. ↑  Ulstein M, Sagen N, Eikhom SN (1979). „A comparative study of labor induced by oral prostaglandin E2 and buccal tablets of demoxytocin”. Int J Gynaecol Obstet. 17 (3): 243—5. PMID 42577.
4. ↑  Lykkesfeldt G, Osler M (1981). „Induction of labor with oral prostaglandin E2 and buccal demoxytocin without amniotomy”. Acta Obstet Gynecol Scand. 60 (4): 429—30. PMID 7282312.

## Spoljašnje veze
|  | Molimo Vas, obratite pažnju na važno upozorenje u vezi sa temama iz oblasti medicine (zdravlja). |